# 道の駅象潟
道の駅象潟（みちのえき きさかた）は、秋田県にかほ市象潟町にある国道7号の道の駅である。愛称はねむの丘。

## 沿革
1997年（平成9年）4月11日に道の駅登録、1998年（平成10年）3月28日に開駅した。
1999年（平成11年）手づくり郷土賞受賞。
2015年（平成27年）1月30日に「圏域の観光拠点センターを構築」を理由に重点道の駅に選定された。2016年（平成28年）4月には市の観光拠点センター「にかほっと」が施設内にオープンしている。
2026年度（令和8年度）の日本海沿岸東北自動車道（日沿道）の山形・秋田県境部開通に合わせて周辺には移転する道の駅もあるが、にかほ市では景勝地にあり町中心部にあることから移転しないことを決めている。しかし、日本海沿岸東北自動車道（日沿道）小砂川インターチェンジの開設で車の流れの変化も予想されており、2023年（令和5年）秋には隣接する遊休地に鳥海山登山などアウトドアの拠点となるビジターセンターを開設することになっている。ビジターセンターは「NIKAHO OUTDOOR BASE」として2024年（令和6年）6月28日に開業。核テナントとして「モンベル にかほ店」が出店し、モンベルの店舗の中では東北地方最大級の店舗となっている。また道の駅周辺に県内でも安価なガソリンスタンド(ENEOS、出光)、飲食施設、ATM、が有る事からサービスエリアが無い日本海東北沿岸自動車道で途中給油、休憩等で金浦IC-国道7号-道の駅を利用するベテランドライバーも多い。また北陸ｰ北海道方面へ移動するライヴツアートランスポートも見受けられる。

## 施設

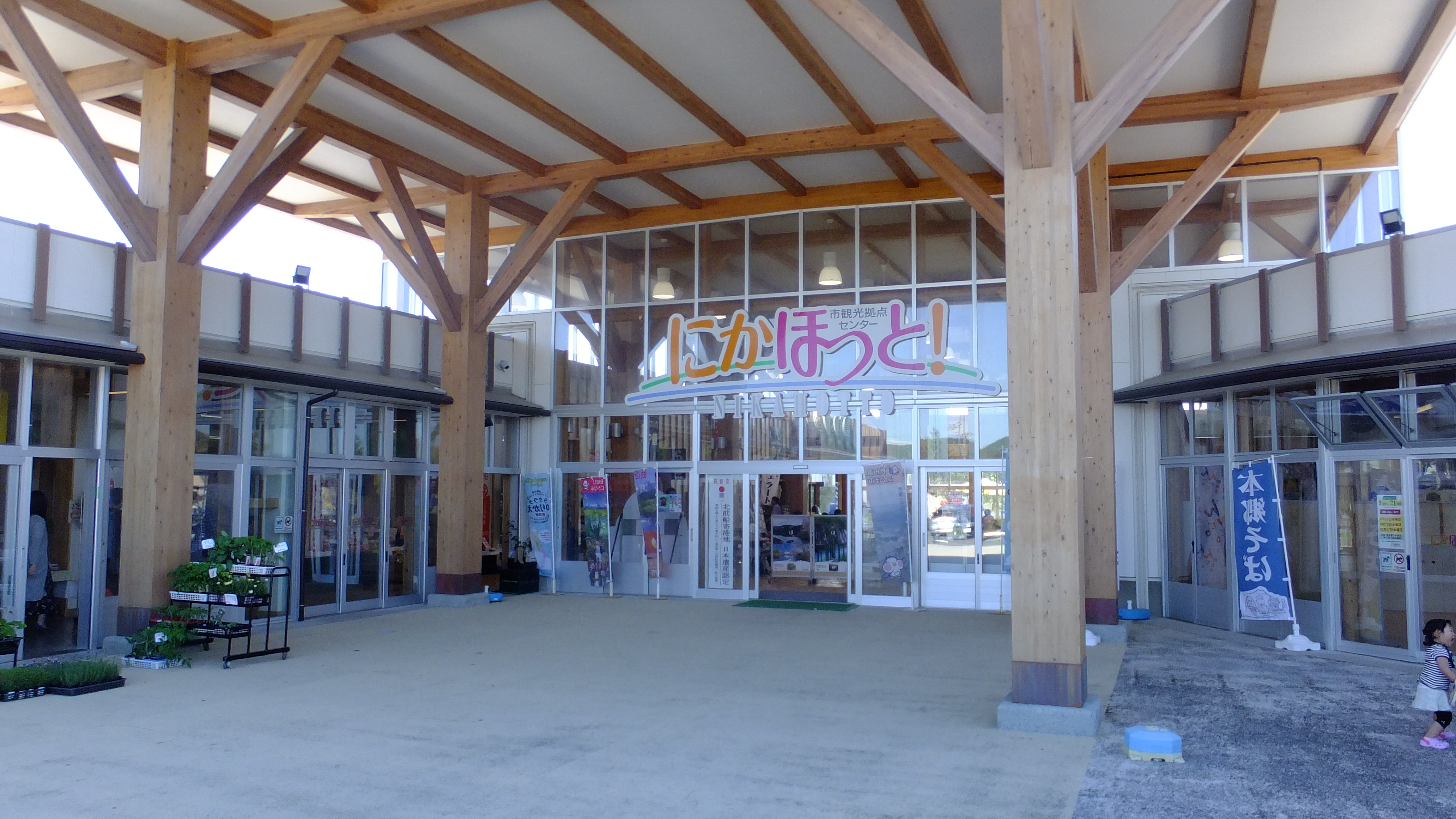
観光拠点センター「にかほっと」

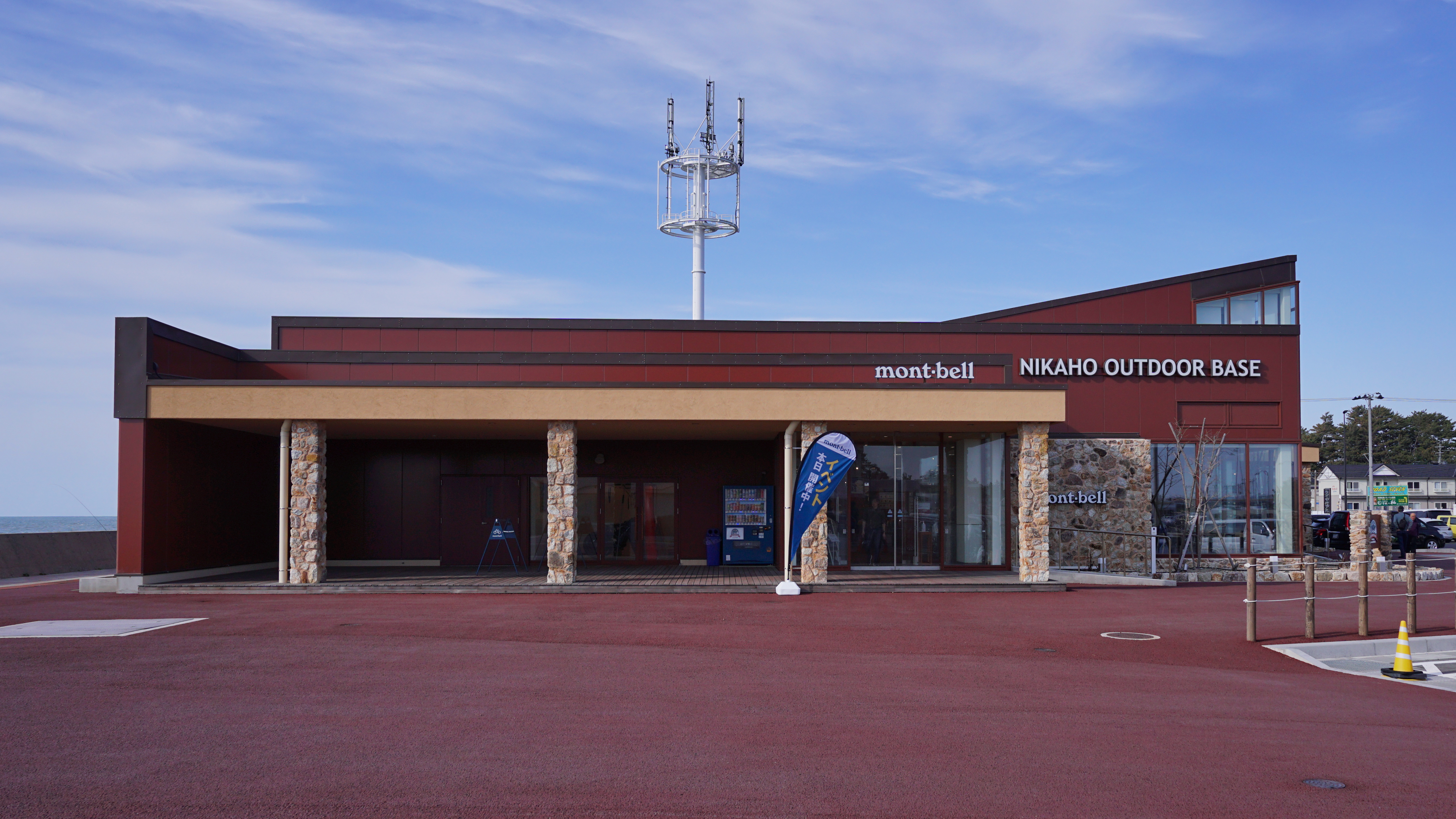
「NIKAHO OUTDOOR BASE」

国土交通省の情報施設のほか、農林水産省の新山村振興事業、およびにかほ市により、以下の施設が整備されている。
- 駐車場
  - 普通車：400台
  - 大型車：18台
  - 国際シンボルマークスペース：4台
- トイレ（24時間利用可能）：69器（内 多目的トイレ：3器）
- 公衆電話：1台（内身障者用1）
- 情報施設
- にかほ市観光拠点センター「にかほっと」
9:00 - 21:00　第3水曜日休業
- 中核施設ねむの丘
物産館（9:00 - 18:30）
軽食コーナー（10:00 - 18:00　ラストオーダー　17:30）
秋田県観光情報センター
レストラン　眺海
（11:00 - 15:00 / 17:00 - 20:30　ラストオーダー20:00）
大ホール
大広間
個室（9室）
- 展望温泉施設「眺海の湯」（源泉は象潟温泉）
営業時間：9:00 - 21:00
休業日：7月・8月を除く第3月曜日（祝日の場合は翌日）
利用料金：450円（90分）、500円（1日）
泉質：ナトリウム塩化物強塩泉。
設備：サウナ、泡風呂、ソープ（浴室備品）あり。
展望室（6F）
- であい広場
- 農林水産物直売施設（9:00 - 19:00）
- ふれあい広場
- 多目的広場
- 足湯温泉（無料）
10:00 - 18:00　
休業日 : 7月・8月を除く第3月曜日（祝日の場合は翌日）
- NIKAHO OUTDOOR BASE
  - モンベル にかほ店

## 休館日
- 12月 - 3月の第3月曜日

## アクセス
- 日本海東北自動車道
金浦インターチェンジより約8分
象潟インターチェンジより約15分
- JR象潟駅から車で約5分、徒歩で約25分

路線バス
- 羽後交通（本荘・象潟線）本荘営業所行き
JR象潟駅より約9分、「ねむの丘」下車
- にかほ市コミュニティバス（上郷・長岡線、上郷・小滝線）
JR象潟駅より、「ねむの丘」下車

## 周辺
- 蚶満寺
- にかほ市役所
- 象潟郵便局
- 象潟海水浴場
- JR東日本 羽越本線 象潟駅